# Шёлковый путь (газопровод)
Шёлковый путь — строящийся газопровод из Ирана в КНР через территории Туркменистана, Узбекистана, Казахстана (пробная ветка которого под названием Туркменистан — Китай запущена). Также вероятен и альтернативный маршрут через территорию Туркменистана, Узбекистана, Киргизии.
Первоначально данный проект был предложен руководством КНР только летом 2006 года. А уже сейчас[когда?] заканчивается строительство первой пробной очереди. Что радикально отличается по срокам реализации от всех нашумевших западноевропейских проектов. Само руководство КНР неохотно комментирует этот факт. Однако именно этот газопровод вызвал газовый конфликт между Россией и Туркменией.